# Комаров, Фадей Фадеевич
Фадей Фадеевич Комаров (бел. Фадзей Фадзеевіч Камароў, род. 20 августа 1945, деревня Галузы Чаусского района Могилевской области) — белорусский физик, академик НАН Беларуси (2021), доктор физ-мат наук (1983), профессор (1984).
Опубликовал более 800 научных и обзорных статей в международных журналах, издал 18 монографий, 5 из которых переизданы в США и 2 в Польше. Получено 45 патентов и авторских свидетельства на изобретения.

## Краткая биография
Родился 20 августа 1945 года в деревне Галузы Чаусского района Могилевской области в крестьянской семье.
После окончания с отличием физико-математического факультета Могилевского государственного педагогического института с 1969 по 1971 гг. работал стажёром-исследователем на физическом факультете БГУ. После окончания очной аспирантуры БГУ (1971 ‑ 1974 гг.) работал старшим научным сотрудником, а затем с 1975 г. ‑ заведующим лабораторией элионики Научно-исследовательского института прикладных физических проблем, с 1981 г. по 1992 г. − заместителем директора этого института по научной работе. С 1982 г. по настоящее время − заведующий лабораторией элионики НИИ ПФП им. А.Н. Севченко и по совместительству ‑ заведующий кафедрой физической электроники и нанотехнологий. В 1974 г. защитил кандидатскую, а в 1983 г. − докторскую диссертацию, в 1980 г. присвоено учёное звание доцента, а в 1984 г. − профессора, в 1996 г. выбран членом-корреспондентом Национальной Академии наук Беларуси. В 1998 г. стал Лауреатом Государственной премии Республики Беларусь в области науки и техники, в 2005 г. − Лауреатом премии им. А.Н.Севченко.
Создал и продолжает развивать научную школу в области физики взаимодействия заряженных частиц с кристаллами, ионной имплантации, радиационной физики твердого тела, микро- и наноэлектроники, нанотехнологий, ионной и рентгеновской оптики. Внедрил в народное хозяйство более 50 научных разработок. Организовал и обеспечил плодотворное сотрудничество кафедры физической электроники и нанотехнологий и лаборатории элионики с Институтом физики твердого тела Йенского университета им. Ф.Шиллера (Германия), Институтом физики Орхусского университета (Дания), Институтом физики Университета им. М.Кюри-Склодовской в Люблине (Польша), Люблинским техническим университетом, Объединённым институтом ядерных исследований (Дубна), Национальным Казахским университетом им. аль-Фараби, Российским национальным центром «Курчатовский институт».
Ежегодно является членом международных оргкомитетов 7-8 научных конференций. Руководит работой Совета по защите докторских диссертаций в БГУ, сокоординатор Государственной программы научных исследований «Электроника и фотоника», член координационных советов ГПНИ «Конвергенция» и «Атомная энергетика, ядерные и радиационные технологии», член редколлегий 5 научных журналов. Подготовил 6 докторов наук и 30 кандидатов наук, включая специалистов высшей квалификации из Германии, Польши, Вьетнама и Казахстана.
Преподаваемые курсы : «Физические основы ионно-фотонной обработки материалов» и «Ионно-фотонные процессы в наноэлектронике».

## Научные интересы
- физика взаимодействия заряженных частиц и жёсткого электромагнитного излучения с твердыми телами;
- физика ионно-лучевого легирования материалов;
- оптика рентгеновских и гамма-квантов;
- капиллярная оптика ионных и рентгеновских пучков;
- наноматериалы, наноэлектроника, трековая наноэлектроника;
- методы высоколокального ядерно-физического анализа материалов.

## Патенты
Устройство для контроля толщины наносимого вакуумного покрытия
1. Способ осаждения тонких плёнок SiGe
2. Способ изготовления диода Шоттки
3. Устройство для сжатия пластин
4. Устройство для измерения энергетических распределений ионов в пучках сильноточных ускорителей средних энергий
5. Устройство для соединения пластин
6. Устройство для формирования направленного пучка рентгеновского излучения

## Публикации
Книги
- Кумахов М.А., Комаров Ф.Ф. Энергетические потери и пробеги ионов в твердых телах. — Минск: Изд-во БГУ, 1979. — 320 с. Английский перевод: Kumakhov М.А., Komarov F.F. Energy Loss and Ion Ranges in Solids. — Gordon and Breach, 1981. — 296 с.
- Буренков А.Ф., Комаров Ф.Ф., Кумахов М.А., Темкин М.М. Таблицы параметров пространственного распределения ионно-имплантированных примесей. — Минск: Изд-во БГУ, 1980. — 350 с.
- Кумахов М.А., Комаров Ф.Ф. Излучение заряженных частиц в твердых телах. — Минск: Изд-во БГУ, 1985. — 382 с.
- Буренков А.Ф., Комаров Ф.Ф., Кумахов М.А., Темкин М.М. Пространственные распределения энергии, выделенной в каскаде атомных столкновений в твердых телах. — М.: Энергоатомиздат, 1985. — 214 с.
- Комаров Ф.Ф., Кумахов М.А., Ташлыков И.С. Неразрушающий анализ поверхностей твердых тел ионными пучками. — Минск: Университетское, 1987. — 256 с. Английский перевод: Komarov F.F., Kumakhov М.А., Tashlykov I.S. Non-destructive Ion Beam Analysis of Surfaces. — Gordon and Breach, 1990. — 231 с.
- Комаров Ф.Ф., Новиков А.П., Соловьев В.С., Ширяев С.Ю. Дефекты структуры в ионно-имплантированном кремнии. — Минск: Университетское, 1989. — 356 с.
- Комаров Ф.Ф. Ионная имплантация в металлы. — М.: Металлургия, 1989. — 216 с. Английский перевод: Komarov F.F. Ion Beam Modification of Metals. — Gordon and Breach, 1992. — 251 с.
- Комаров Ф.Ф., Новиков А.П., Буренков А.Ф. Ионная имплантация. — Минск: Университетское, 1994. — 415 с.
- Комаров Ф.Ф. Ионная и фотонная обработка материалов. — Минск: ВУЗ-ЮНИТИ, 1998. — 210 с.
- Борздов В.М., Комаров Ф.Ф. Моделирование электрофизических свойств твердотельных слоистых структур интегральной электроники. — Минск: БГУ, 1999. — 235 с.
- Комаров Ф.Ф., Комаров А.Ф. Физические процессы при ионной имплантации в твердые тела. — Минск: Технопринт, 2001. — 393 с.
- Бурмаков А.П., Гайдук П.И., Комаров Ф.Ф., Леонтьев А.В. Физические основы технологии микроэлектроники. — Минск: БГУ, 2002. — 195 с.
- Кадыржанов К.К., Комаров Ф.Ф., Погребняк А.Д., Русаков В.С., Туркебаев Т.Э. Ионно-лучевая и ионно-плазменная модификация материалов. — М.: МГУ, 2005. — 672 с.
- Борздов В.М., Жевняк О.Г., Комаров Ф.Ф., Галенчик В.О. Моделирование методом Монте-Карло приборных структур интегральной электроники. — Минск: БГУ, 2007. — 175 с.
- Гайдук П.И., Комаров Ф.Ф., Людчик О.Р., Леонтьев А.В. Материалы микро- и наноэлектроники. — Минск: БГУ, 2009. — 159 с.
- Комаров Ф.Ф., Леонтьев А.В. Ионная имплантация диэлектриков. — Минск: БГУ, 2010. — 191 с.

Избранные научные статьи
- Komarov F.F., Kumakhov М.А. Electronic energy loss of ions in the modified Firsov theory // physica status solidi (b). — 1973. — Vol. 58. — P. 389-400. — doi:10.1002/pssb.2220580139.
- Belii I.M., Komarov F.F., Tishkov V.S., Yankovskii V.M. Formation of chemical compounds by ion bombardment of thin transition metal films // physica status solidi (a). — 1978. — Vol. 45. — P. 343-352. — doi:10.1002/pssa.2210450140.
- Beloshitsky V.V., Komarov F.F. Electromagnetic radiation of relativistic channeling particles (the Kumakhov effect) // Physics Reports. — 1982. — Vol. 93. — P. 117-197. — doi:10.1016/0370-1573(82)90047-3.
- Kumakhov М.А., Komarov F.F. Multiple reflection from surface X-ray optics // Physics Reports. — 1990. — Vol. 191. — P. 289-350. — doi:10.1016/0370-1573(90)90135-O.
- Челядинский А.Р., Комаров Ф.Ф. Дефектно-примесная инженерия в имплантированном кремнии // УФН. — 2003. — Т. 173. — С. 813–846. — doi:10.3367/UFNr.0173.200308b.0813.
- Комаров Ф.Ф. Дефектообразование и трекообразование в твердых телах при облучении ионами сверхвысоких энергий // УФН. — 2003. — Т. 173. — С. 1287–1318. — doi:10.3367/UFNr.0173.200312b.1287.
- Komarov F., Vlasukova L., Wesch W., Kamarou A., Milchanin O., Grechnyi S., Mudryi A., Ivaniukovich A. Formation of InAs nanocrystals in Si by high-fluence ion implantation // Nuclear Instruments and Methods in Physics Research B. — 2008. — Vol. 266. — P. 3557-3564. — doi:10.1016/j.nimb.2008.06.010.
- Komarov F.F., Konstantinov V.M., Kovalchuk A.V., Konstantinov S.V., Tkachenko H.A. The effect of steel substrate pre-hardening on structural, mechanical, and tribological properties of magnetron sputtered TiN and TiAlN coatings // Wear. — 2016. — Vol. 352-353. — P. 92-101. — doi:10.1016/j.wear.2016.02.007.
- Комаров Ф.Ф. Нано- и микроструктурирование твёрдых тел быстрыми тяжёлыми ионами // УФН. — 2017. — Т. 187. — С. 465–504. — doi:10.3367/UFNr.2016.10.038012.